# Relaciones entre España y Japón durante la Segunda Guerra Mundial
Las relaciones entre España y Japón durante la Segunda Guerra Mundial hacen referencia a los contactos que hubo entre el país asiático y el gobierno franquista durante la Segunda Guerra Mundial. Si bien en un primer momento Japón solicitó a España que le representara ante la comunidad internacional, tras lo cual se iniciaron unas relaciones bilaterales entre ambos países, en la última etapa de la contienda se produjo la ruptura de esta relación tras la masacre de Manila.

## Contexto
Aunque las relaciones españolas con el país asiático no eran tan importantes como las que mantuvo con otras potencias occidentales, especialmente las del Eje, las buenas relaciones de amistad con Japón se gestaron con base en varios factores: desde comienzos de los años treinta del siglo XX, Japón había adoptado una ideología imperialista y militarista y sus dirigentes querían un gran imperio asiático. Esto suponía enfrentarse a los países vecinos, en especial a China, y como consecuencia tuvo que enfrentarse también a los decadentes imperios coloniales europeos con intereses en el sureste asiático, como el Reino Unido, Francia y los Países Bajos, ya que los consideraba territorios de su zona natural de expansión.
Japón era en los años 30 un país industrializado hasta convertirse en una potencia económica y contaba además con un gran ejército y una poderosa marina. Era el único país asiático occidentalizado. Sin embargo, las potencias occidentales lo menospreciaban. Igual desprecio sentían los japoneses hacia occidente, convencidos de su fortaleza económica, cultural y militar. En 1940 el gobierno japonés estaba en manos de nacionalistas extremistas y militaristas. Desaparecieron prácticamente los partidos políticos y cualquier atisbo de democracia. Su gobierno firmó junto a la Alemania nazi y la Italia fascista el pacto Tripartito.
España, por su parte, durante la Segunda Guerra Mundial se mantuvo neutral o no mostró una beligerancia activa y esperaba del país nipón que plantase cara al imperialismo anglosajón en Asia y el Pacífico y se uniese a la cruzada anticomunista. Todo esto unido a la admiración que sentían gran parte de las élites del régimen franquista por un país que había sabido compaginar tradición y modernidad.

## Evolución de las relaciones
Tras el ataque, en diciembre de 1941, de Japón a la base norteamericana de Pearl Harbor, Estados Unidos y Gran Bretaña rompieron relaciones diplomáticas con Japón, el cual recibió multitud de declaraciones de guerra, sobre todo de países americanos. Ante esta situación, Japón solicitó cuatro países neutrales que protegieran sus intereses en el mundo. Estos países fueron Portugal, España, Suiza y Suecia. España se encargó de representar al país asiático en todo el continente americano a excepción de México y Guatemala.
A principios del conflicto, siendo Serrano Suñer ministro de asuntos exteriores del gobierno de Franco, los contactos entre ambas naciones fueron numerosos y Japón veía con simpatía la protección que estaba manteniendo España de sus intereses en el continente americano. Serrano Suñer además colaboró con el gobierno japonés creando una red de espionaje por su condición de país neutral.
Sin embargo no tardaron en llegar la propaganda japonesa, propia de toda guerra, acusando a los anglo-americanos de falta de humanidad y de emplear una crueldad sin límites contra los inocentes súbditos japoneses en América. Se esperaba, por tanto, que España corroboráse esta información pero esta se negó.
En el verano de 1942 el miliar y diplomático Gómez Jordana fue nombrado por Franco nuevo ministro de asuntos exteriores. La política exterior española se volvió cada vez más neutral. Jordana comenzó mostrándose partidario de pilotar esta neutralidad y buscaba el acercamiento a los aliados y, aunque mostraba cordialidad hacia los japoneses, también mostró una manera de actuar muy diferente a la de su antecesor. Respecto a la red de espionaje que tanto favoreció Serrano Suñer, Jordana dejó que continuara pero nunca dio el apoyo expreso.
Los cambios en la relación con Japón fueron produciéndose casi imperceptiblemente. A mediados de 1943 los japoneses consideraban que estaban en una lucha por su supervivencia y hubo un intento para que las relaciones se elevásen a nivel de embajadas. Tokio dio el visto bueno, pero Madrid no, señalando como motivos las escasas relaciones políticas y comerciales entre los dos países.
El 13 de agosto de 1944 fue nombrado nuevo ministro de asuntos exteriores José Félix de Lequerica tras la muerte de su antecesor Gómez Jordana. En el verano de este mismo año ya se presagiaba que el Eje, cada vez más debilitado, no iba a ganar la guerra y el gobierno español tenía que reposicionarse.
Poco después de la toma de posesión de Lequerica, se dieron una serie de hechos que marcaron las relaciones exteriores de España con el país nipón: por una parte, las tropas alemanas abandonaron la zona francesa fronteriza con España con lo que la amenaza de una invasión nazi a España o de posibles represalias desaparecía completamente. Por otra parte, y más en relación con Japón, en Filipinas se formó un nuevo gobierno, quedando fuera los miembros de grupos de mestizos españoles.

## Masacre en Manila: fin de las relaciones
El punto de ruptura de esta relación llegó tras la batalla de Manila que tuvo lugar entre marzo y abril de 1945 y que supuso la devastación total de la ciudad y terminó con la ocupación militar de Filipinas por los japoneses. Especialmente cruento fue para el gobierno de Franco y para toda la opinión pública española los horrores cometidos por el ejército japonés durante esta batalla en la que fueron asesinados miles de filipinos civiles y, sobre todo, la matanza que se registró en el consulado de España en Manila, donde fueron asesinados todos los que allí estaban resguardados pensando que estaban a salvo por tratarse España de un país neutral y a la vez amigo de Japón, además de quemar el edificio.
La herencia cultural española en la isla sufrió en esos días una pérdida irreparable ya que los soldados japoneses, viéndose en retirada, se refugiaron en sus edificios históricos siendo estos arrasados por la artillería norteamericana. Como consecuencia, todos los conventos e iglesias del período hispano colonial fueron destruidos. Ante este cambio de escenario, el 22 de marzo de 1945 el gobierno franquista decidió dejar de representar los intereses japoneses en los países americanos. Redactó una dura nota verbal protestando por la dureza y persecución de los intereses españoles en Filipinas, e incluso se habló de la posibilidad de que España le declaráse la guerra a Japón, hecho que finalmente no se produjo.